# Emília Vášáryová
Emília Vášáryová (ur. 18 maja 1942 w Horná Štubňa) – słowacka aktorka.

## Życiorys
W 1964 roku ukończyła aktorstwo na Wyższej Szkole Sztuk Scenicznych w Bratysławie. Laureatka Czeskiego Lwa dla najlepszej aktorki w filmie Na złamanie karku. Jej siostrą jest aktorka Magda Vášáryová.

## Filmografia
- 1963: Gdy przychodzi kot
- 1964: Dwaj muszkieterowie
- 1997: Orbis Pictus
- 1999: Pod jednym dachem
- 2004: Na złamanie karku
- 2006: Piękność w opałach
- 2006: Obsługiwałem angielskiego króla
- 2008: Do Czech razy sztuka

## Nagrody
- W 1998 roku otrzymała Krištáľové krídlo[1]